# Диаприиды
Диаприиды (лат. Diapriidae) — семейство паразитических наездников из инфраотряда Proctotrupomorpha отряда перепончатокрылых. Систематика семейства не устоялась: учёные относят его либо к надсемейству Diaprioidea, либо к надсемейству Proctotrupoidea.

## Описание
Тело гладкое, блестящее, затемненное. Большинство из них имеют длину от 2 до 4 мм, некоторые — до 8 мм. Летают плохо (медлительные наездники), иногда крылья укорочены или редуцированы. Наибольшая редукция жилкования крыльев наблюдается в подсемействах Ambositrinae и Diapriinae.
Характерен половой диморфизм, а у некоторых видов самки и самцы настолько отличаются, что первоначально были описаны как разные виды.

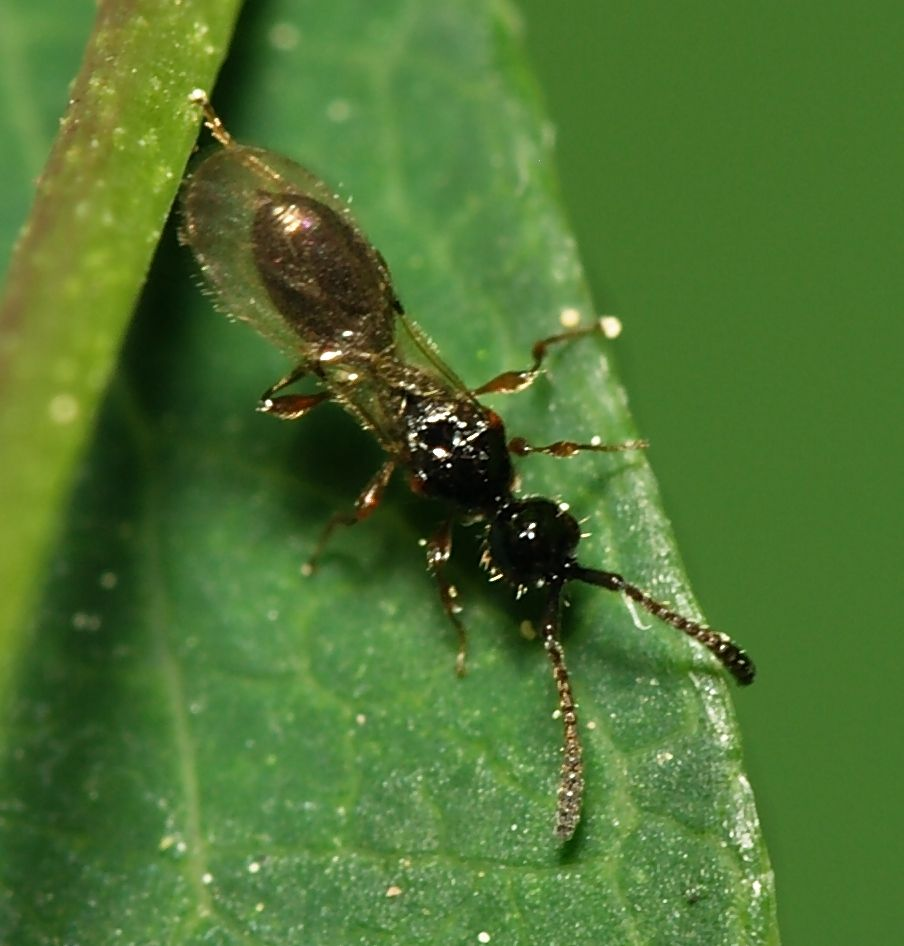

## Биология
Обычны в сырых местообитаниях, на лугах и в широколиственных лесах. Эндопаразиты пупариев и личинок мух (Diptera). Виды рода Ismarus паразитируют в цистах ос-дриинид (Dryinidae). Стебелёк некоторых родов (Lepidopria и Solenopsia — оба встречаются в гнёздах муравьёв Solenopsis fugax) напоминает стебелёк муравьёв.

## Палеонтология
Древнейшие представители Diapriidae найдены в меловых испанском и французском янтарях. Также семейство представлено в бирманском и ровенском янтаре (†A. epicnemia, †A. bicarinata, †A. masneri).

## Классификация
Мировая фауна включает 190 родов и около 2100 видов, в Палеарктике — 90 родов и около 800 видов. Фауна России включает 29 родов и 150 видов наездников этого семейства.
- Подсемейство Ambositrinae[5]
  - Acanthobetyla — Aczelopria — Allobetyla — Ambositra — Archaeopria — Austroxylabis — Betyla — Diphoropria — Dissoxylabis — Fanis — Gwaihiria — Lathropria — Maoripria — Pantolytomyia — Papuapria — Parabetyla — Perissodryas — Propsilomma — Riaworra — Scianomas — Zealaptera
- Подсемейство Belytinae
  - Acanopsilus — Acanosema — Acanthopsilus — Acidopsilus — Aclista — Aclistoides — Acropiesta — Anaclista — Anommatium — Anoxylabis — Aprestes — Archaebelyta — Belyta — Camptopsilus — Cardiopsilus — Cinetus — Ctenopria — Diphora — Eccinetus — Eumiota — Gladicauda — Heterobelyta — Lithobelyta — Lyteba — Macrohynnis — Masneretus — Masnerolyta — Masnerosema — Miota — Miotella — Monoxylabis — Odontopsilus — Opazon — Pamis — Panbelista — Pantoclis — Pantolyta — Pappia — Paroxylabis — Polypeza — Praeaclista — Probelyta — Probetyla — Prosoxylabis — Prozelotypa — Psilomma — Psilommacra — Psilommella — Scorpioteleia — Stylaclista — Synacra — Synbelyta — Therinopsilus — Tropidopsilus — Xenismarus — Zygota — †Gaugainia
- Подсемейство Diapriinae
  - Триба Diapriini
    - Apopria — Avoca — Basalys — Cardiopria — Cruzium — Diapria — Eladio — Hansona — Leucopria — Mimopriella — Omopria — Psychopria — Trichopria — Turripria …

  - Триба Psilini
    - Aneuropria — Coptera — Ortona — Psilus

  - Триба Spilomicrini
    - Antarctopria — Bruchopria — Entomacis — Hemilexomyia — Idiotypa[6] — Malvina — Mannomicrus — Neurogalesus — Paramesius — Pentapria — Rostropria — Spilomicrus[7][8] — Szelenyiopria

  - Триба ?
    - Род Symphytopria[9]

Ранее в это семейство в ранге подсемейства Ismarinae включалось семейство Ismaridae.